# Gotthard Kronstein
Gotthard Kronstein (* 14. Januar 1927 in Kotzenau, Niederschlesien; † 2. Juni 1997 in Hannover) war ein deutscher Opernsänger (Bariton) und Theaterleiter.

## Leben
Geboren in der Weimarer Republik, besuchte Gotthard Kronstein zur Zeit des Nationalsozialismus die Volks- und Höhere Handelsschule in Glogau an der Oder und im Zweiten Weltkrieg einen „Sonderreifelehrgang“ im preußischen Königsberg. Als Jugendlicher wurde er noch 1945 zur Wehrmacht verpflichtet und geriet in Kriegsgefangenschaft.
Noch nicht einmal volljährig kam Kronstein in die durch Luftangriffe zu 48 Prozent kriegszerstörte Stadt Hannover, wo er 1946 bis 1947 beim Arbeitsamt Hannover als Sachbearbeiter für Jugendfragen beschäftigt wurde.
1947 bis 1949 übernahm er den Vorsitz des von Theanolte Bähnisch und der hannoverschen Volkshochschule initiierten „Clubs junger Menschen“. Parallel dazu konnte Kronstein ab 1947 sein Studium beginnen, zunächst Wirtschaftswissenschaften, Rechtswissenschaften und Psychologie an der Technischen Hochschule Hannover, um dann Kurse in Bühnenrecht und Theaterwirtschaft an der Universität zu Köln zu belegen. 1956 legte er sein kaufmännisches Diplom ab.
Noch als Student in Hannover nahm Kronstein Privatunterricht in Gesang bei Irmel Holzapfel und bei Laurenz Hofer, der mit seiner Ehefrau Greta Hofer ein Gesangsstudio betrieb. Bei Gesangsauftritten parallel zum Studium wurde Gotthard Kronstein mehrfach ausgezeichnet, in München, im italienischen Vercelli sowie – mit dem 1. Preis als Bariton – 1956 im belgischen Verviers. Bis 1968 hatte er Engagements als Sänger in Basel, Braunschweig und Essen.
Von 1969 bis 1975 übernahm Kronstein die Geschäftsführung von drei Gesellschaften der Familie seiner ersten Ehefrau. 
Im Jahre 1982 heiratete er die Opernsängerin Hildegard Uhrmacher.
Von 1975 bis 1989 leitete Kronstein das Theater am Aegi. 1975 trat er dem Hannoverschen Künstlerverein bei und übernahm dessen Vorsitz von 1982 bis 1993 in der Nachfolge von Reimar Dahlgrün. 1982 wurde er geschäftsführendes Vorstandsmitglied der Internationalen Musikakademie für Solisten (IMAS) in Hannover.

## Schallplatten
- Franz Schubert: Messe Es-Dur, Hannoversche Chorgemeinschaft, Göttinger Symphonieorchester, Hannover 1983; Konzert-Mitschnitt 1982 im Grossen Sendesaal des NDR Hannover.